# Relógio de estação suíço

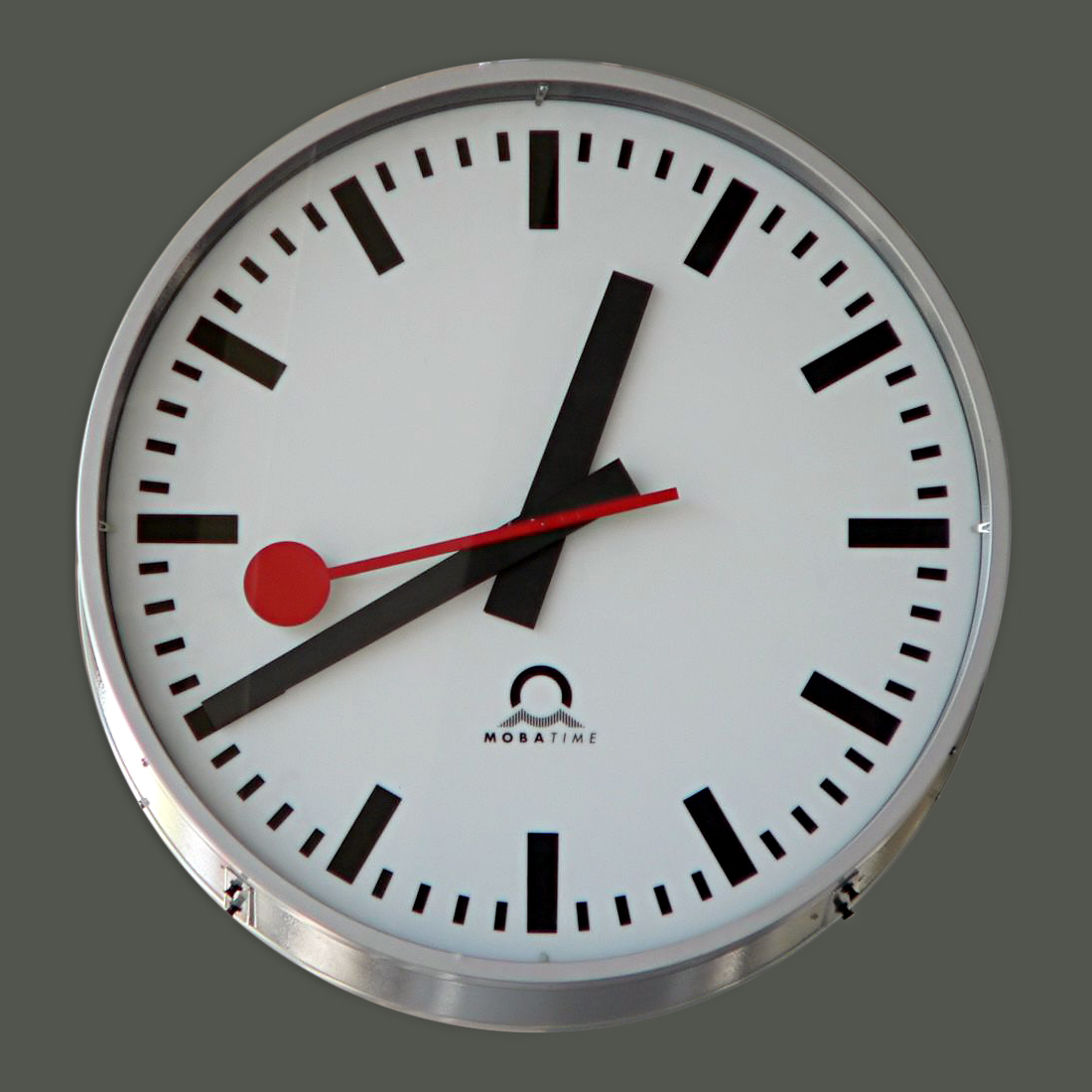
Um relógio de estação suíço em Zurique.

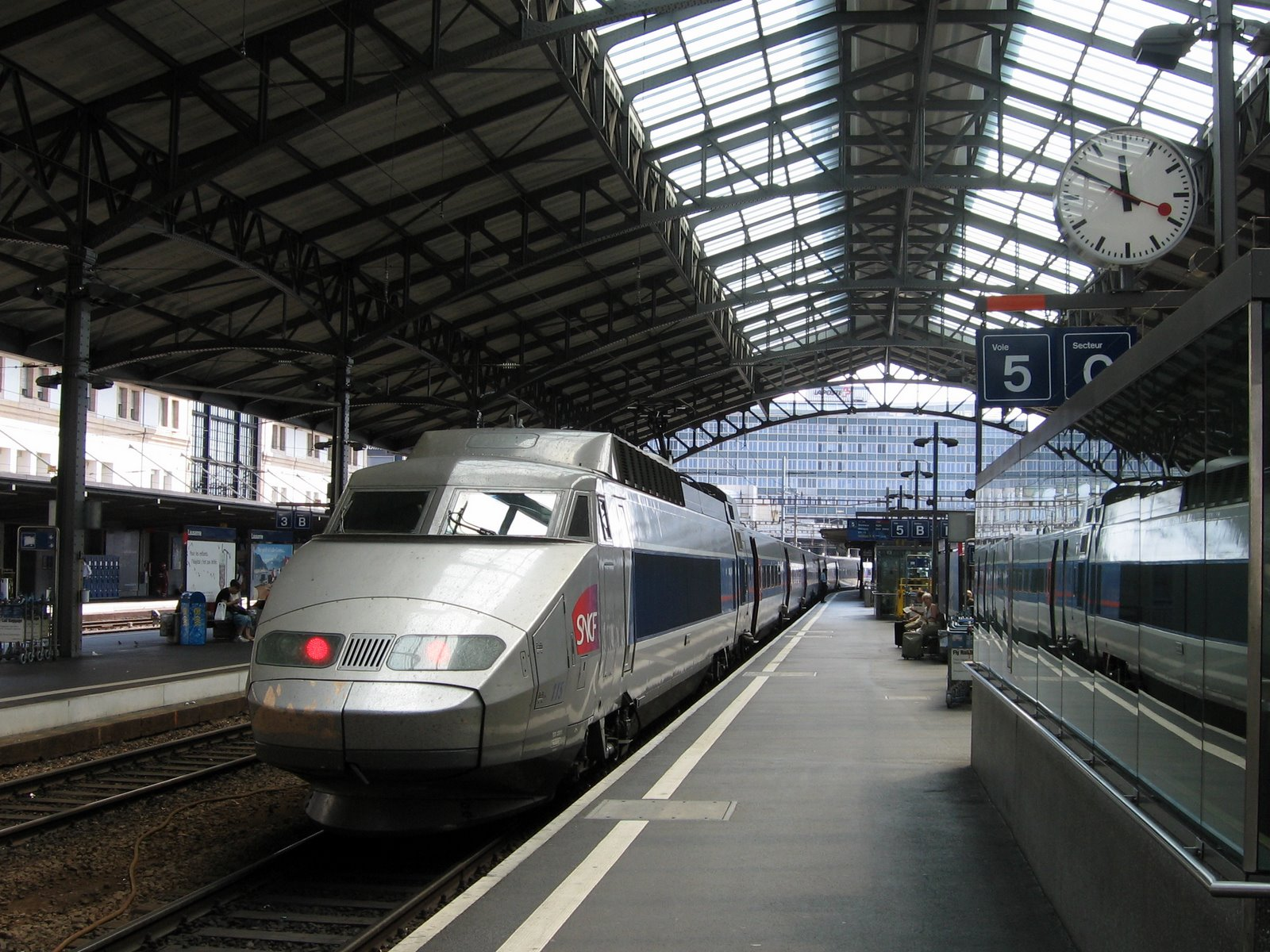
Um modelo em funcionamento na estação de Lausanne.

O relógio de estação suíço foi projetado em 1944 por Hans Hilfiker, um engenheiro suíço, em conjunto com a Mobatime, uma fabricante de relógios, para uso pela companhia de Estradas de Ferro Suíças (SBB-CFF-FFS) para uso como relógio de estação. Em 1953, Hilfiker adicionou ao modelo um ponteiro de segundos vermelho, no formato de um disco de sinalização.
Desde então o modelo tornou-se um ícone nacional suíço, incluído entre exemplos das maravilhas do design do século XX pelo Design Museum em Londres e o Museu de Arte Moderna em Nova Iorque, e o design de sua face foi licenciado pela Apple, para uso em certos dispositivo, tais como iPads e iPhones. A Apple foi inicialmente acusada de usar o design sem permissão. Ainda que os detalhes exatos do acordo de licenciamento sejam confidenciais, saiu a informação de que a Apple pagou à companhia de Estradas de Ferro Suíças algo em torno de 20 milhões de francos suíços (algo em torno de 22,4 milhões de dólares americanos em janeiro de 2014) para o licenciamento do uso do design do relógio. A Apple mais tarde removeu o design de seus dispositivos com a implementação do sistema iOS 7.

## Tecnologia
O relógio deve suas características tecnológicas às exigências peculiares de operação do transporte ferroviário. Na Suíça, os quadros de horários não indicam segundos: os trens suíços sempre saem da estação no minuto "cheio". Adicionalmente, todos os relógios da estação devem funcionar em sincronia, de modo a exibir e a manter um tempo padrão confiável tanto para os usuários, quanto para os funcionários da ferrovia em qualquer lugar da estação ou nas suas proximidades.
Os relógios de estação na Suíça são sincronizados pela recepção de um impulso elétrico de um relógio-mestre central a cada minuto, avançando o ponteiro dos minutos por um minuto. Leva apenas 58,5 segundos para dar a volta na face inteira, para que o ponteiro pare brevemente no topo do relógio, iniciando uma nova rotação no minuto seguinte, com a recepção do impulso elétrico do relógio-mestre. Esse movimento é imitado em alguns dos relógios feitos pela Mondaine.